# Kamienica przy ul. Jana Bondkowskiego 1 w Tarnowskich Górach
Kamienica przy ul. Jana Bondkowskiego 1 w Tarnowskich Górach – zabytkowa (figurująca w gminnej ewidencji zabytków ) czterokondygnacyjna kamienica w stylu secesyjnym znajdująca się na rogu ul. J. Bondkowskiego i ul. Górniczej w Tarnowskich Górach, istniejąca w swojej obecnej formie od 1903 roku.

## Historia
Kamienica przy ul. J. Bondkowskiego 1 (do 1922 roku oraz w latach 1939–1945 przy Henckelstraße 1, a w latach 1922–1938 przy ul. Henckla 1) znajduje się w miejscu, które do początku XIX wieku było częścią działki obejmującej także współczesne posesje przy ul. Górniczej 5 i ul. Zamkowej 6. Najprawdopodobniej w połowie tego wieku wzniesiono tu pierwszy budynek mieszkalny, którego właścicielem był lokalny mistrz murarski Mrowietz, a po jego śmierci w 1884 roku – jego żona Luisa. Pod koniec XIX wieku w budynku zamieszkał pochodzący z Bierawy budowniczy Heinrich Pisczek (Henryk Piszczek) wraz z poślubioną w 1900 roku w Tarnowskich Górach małżonką, Marthą Antoniną Fleischer.
W lutym 1902 roku Pisczek wykonał projekt nowej, czterokondygnacyjnej kamienicy, z wykorzystaniem części murów starego budynku, który nadbudowano o dwie kondygnacje. Dom własny architekta stał się pierwszym w mieście budynkiem w stylu secesyjnym, a jego budowa została ukończona w 1903 roku.

## Architektura
Kamienica przy ul. Jana Bondkowskiego 1 jest jedną z nielicznych budowli w Tarnowskich Górach reprezentujących styl secesyjny, który znany był w momencie budowy w ówczesnych Niemczech jako Jugendstil. Monumentalny, czterokondygnacyjny (trzypiętrowy) budynek wzniesiony został na rzucie litery „L” i prezentuje wysoki poziom artystyczny. Jego wschodnia elewacja (od strony ul. Górniczej) jest pięcioosiowa, w osi środkowej na pierwszym piętrze znajduje się niewielki balkonik, a na drugim piętrze nad oknem – ozdobny naczółek z datą ukończenia przebudowy (1903). Elewację wieńczy szczyt z pomarańczowo-zielonymi stiukowymi dekoracjami z motywami roślinnymi i inicjałami HP należącymi do inwestora i budowniczego kamienicy.
Elewacja południowa budynku (od strony ul. J. Bondkowskiego) jest asymetryczna i składa się z dwóch części. Narożna część wschodnia jest sześcioosiowa, w części centralnej z niewielkim dwuosiowym ryzalitem zwieńczonym szczytem. Część zachodnia elewacji południowej jest trójosiowa, z dekoracjami roślinnymi wokół okien na trzeciej kondygnacji, które ujmują w ramę płaszczyznę z oknami, czwartą kondygnację stanowi natomiast wysokie poddasze.
Równomiernie rozmieszczone otwory okienne z rozbudowanymi obramowaniami tworzą wrażenie kratownicy. Część secesyjnych elementów zdobiących elewację, m.in. biegnące wokół parteru i pod gzymsem pasy czy woluty w kapitelach pilastrów, jest nieczytelna.